# Pasijon opatinje Kunigunde
Pasijon opatinje Kunigunde (češko Pasionál abatyše Kunhuty) je ilustriran latinski rokopis, napisan po naročilu Kunigunde Čaške, opatinje benediktinskega samostana sv. Jurija na Praškem gradu in hčerke češkega kralja Otokarja II.
Napisan je bil med letoma 1312 in 1321. Delo je antologija mističnih razprav na temo Kristusovega pasijona. Dve od njih je sestavil češki dominikanec Kolda iz Koldic. Rokopis je napisal in morda tudi ilustriral praški kanonik Beneš, ki je služboval kot duhovnik v samostanu sv. Jurija.
Rokopis vsebuje najzgodnejšo ohranjeno barvno upodobitev heraldičnega grba Češke, sedanjega Malega grba Češke republike.

## Galerija
- Češki grb
- Kunigunda in Jezus
- Sveti obraz
- Folij 17v
- Angel